# Sielsowiet Werdomicze
Sielsowiet Werdomicze (biał. Вердаміцкі сельсавет, ros. Вердомичский сельсовет) – sielsowiet na Białorusi, w obwodzie grodzieńskim, w rejonie świsłockim, z siedzibą w Werdomiczach.
Według spisu z 2009 sielsowiet Werdomicze zamieszkiwało 1347 osób, w tym 1055 Białorusinów (78,32%), 199 Polaków (14,77%), 56 Rosjan (4,16%), 13 Romów (0,97%), 10 Gruzinów (0,74%), 5 Uzbeków (0,37%), 5 Ukraińców (0,37%), 2 Niemców (0,15%) i 2 osoby innej narodowości.

## Miejscowości
- agromiasteczka:
  - Werdomicze
  - Wielkie Sioło
- wsie:
  - Bobrowniki Małe
  - Chilmonowce
  - Juszkiewicze
  - Łaszewicze
  - Mańczyce
  - Michałki Małe
  - Michałki Wielkie
  - Nowosiółki
  - Ogrodniki
  - Połonka
  - Prazdniki
  - Pucki
  - Skrebły
  - Szelesty
  - Święcica Wielka
  - Wierobiejki
  - Wilejsze
  - Zadworzańce
- osiedle:
  - Astrouski (hist. Kolonia Połonka)